# Rasen-Antholz
Rasen-Antholz (italià Rasun Anterselva) és un municipi italià, dins de la província autònoma de Tirol del Sud. És un dels municipis del vall de Pustertal. L'any 2007 tenia 2.776 habitants. És format per les fraccions d'Antholz Niedertal (Anterselva di Sotto), Antholz Mittertal (Anterselva di Mezzo), Antholz Obertal (Anterselva di Sopra), Neunhäusern (Nove Case), Niederrasen (Rasun di Sotto) i Oberrasen (Rasun di Sopra). Limita amb els municipis de Bruneck, Gsies, Percha, Olang, Sand in Taufers, Welsberg-Taisten i Sankt Jakob in Defereggen (Àustria).

## Situació lingüística
| Pertinença lingüística (cens 2001) | 97,50% alemany |
| Pertinença lingüística (cens 2001) | 2,31% italià   |
| Pertinença lingüística (cens 2001) | 0,20% ladí     |

## Administració

Territori comunal

| Període | Identitat | Partit |
| ------- | --------- | ------ |
| 2010-   |           | SVP    |